# Ferdinand Riedinger
Ferdinand Riedinger (* 19. September 1844 in Schwanheim (Pfalz); † 29. März 1918 in Würzburg) war ein deutscher Chirurg und Hochschullehrer in Würzburg.

## Leben und Werk
Als Stiefsohn eines aus einer Lehrer- und Organistenfamilien stammenden Schneiders und Besenwirtes besuchte (Johann?) Ferdinand Riedinger das Herzog-Wolfgang-Gymnasium in Zweibrücken. Nach dem Abitur studierte er Medizin an der Ludwig-Maximilians-Universität München und der Julius-Maximilians-Universität Würzburg. 1867 wurde Riedinger Corpsstudent bei Franconia München. Als er nach Würzburg wechselte, wurde er wegen zu kurzer Aktivität ohne Band entlassen; 1872 erhielt er es zurück. Als Dank für seine Dienste als Paukarzt verlieh ihm Makaria Würzburg im Juli 1904 das Band. Für seine jahrzehntelange Treue erhielt er 1905 auch das Band der Rhenania Würzburg.
Am Deutsch-Französischen Krieg nahm er 1870/71 als freiwilliger Hilfsarzt bzw. Lazarettarzt bei der Bayerischen Armee teil und erhielt die Kriegsdenkmünze. Anschließend arbeitete er ab dem Wintersemester 1870/1871 als Assistenzarzt unter Wenzel von Linhart an der Chirurgischen Universitätsklinik in Würzburg. Nachdem er dort 1871 oder 1872 promoviert worden war und sich 1874 mit einer Arbeit über die Einteilung der Schenkelhalsbrüche habilitiert hatte, unternahm er im Sommer 1875 eine längere Studienreise nach England und Frankreich, bei der er sich über die antiseptischen Wundbehandlung nach Lister informierte und ein modernes „Chirurgisches Instrumentarium“ für die von Wenzel von Linhart geleitete Chirurgische Universitätsklinik am Juliusspital erwarb. Vertretungsweise war Riedinger als Oberwundarzt am Juliusspital tätig: 1877/1878 für den 1877 gestorbenen Wenzel von Linhart bis Ernst von Bergmann als Nachfolger Linharts Ordinarius wurde, 1879/1880 während Bergmann erkrankt war, 1882/1883 wiederum für Ernst von Bergmann (nach dessen Weggang nach Berlin) bis Hermann Maas Bergmanns Stelle übernahm und im Jahr 1886 (nach dem Tod von Maas, einem Förderer Riedingers) bis Karl Schönborn Ordinarius für Chirurgie wurde. Im Jahr 1883 eröffnete er die erste chirurgische Privatklinik Würzburgs (ursprünglich in der ehemaligen Sandgasse, 1895 in die Strohgasse 4 verlegt). 1884 ernannte ihn die Universität Würzburg zum Extraordinarius und Chef der chirurgischen Poliklinik. Aus Liebe zur Stadt lehnte er Rufe auf auswärtige Ordinariate ab. 1909 verlieh ihm Prinzregent Luitpold den Titel eines Hofrats.
Am 23. Oktober 1910 rückte Riedinger zum Generalarzt à la suite des Sanitätskorps der Bayerischen Armee auf und war während des Ersten Weltkriegs als Konsultierender Chirurg der Reservelazarette des II. Armee-Korps tätig. Er wurde mit dem Eisernen Kreuz II. Klasse sowie anderen Orden ausgezeichnet und fungierte außerdem als Chefarzt des (freiwilligen) Reserve- bzw. Vereinslazaretts Schillerschule in Würzburg. 1916 wurde er für seine Tätigkeit zum Professor ernannt und 1917 auf den Chirurgischen Lehrstuhl berufen. Zu seinen klinischen Arbeiten zählen Studien über künstliche Blutleere, Krankheiten und Verletzungen des Thorax und seines Inhalts, Verletzungen der Brust und Knochenbrüche. Zuletzt las er über Kriegschirurgie. Mit Commotio thoracis prägte er den heute gebräuchlichen Begriff Thoraxkontusion. Am 7. März 1918 erhielt er mit seiner Pensionierung den Titel Geheimer Medizinalrat, am 29. März desselben Jahres starb er.
Der Würzburger Professor für Orthopädie und Begründer des dortigen König-Ludwig-Hauses Jakob Riedinger (1861–1917) war Ferdinand Riedingers jüngerer Halbbruder, war von 1887 bis 1890 chirurgischer Assistent am Juliusspital und unterstützte Ferdinand Riedinger zeitweise in dessen Privatklinik, bevor er sich als praktischer Arzt niederließ.

## Schriften
- Studien über Grund und Einkeilung der Schenkelhalsbrüche. 1874 (gehörte zu den ersten wissenschaftlichen Fachbüchern)
- Verletzungen und chirurgische Krankheiten des Thorax und seines Inhaltes. Deutsche Chirurgie, Enke, Stuttgart 1888.